# Демченко Костянтин Миколайович
Костянтин Миколайович Демченко (рос. Константин Николаевич Демченко; нар. 6 (19) травня 1912, Харків — пом. 6 березня 1989, Москва) — радянський футбольний арбітр. Суддя всесоюзної категорії (1949). Обслуговував ігри вищої ліги СРСР. Представляв спочатку місто Житомир, а згодом місто Наро-Фомінськ (Московська область) і Москву.
Чотири рази потрапляв до списку найкращих суддів країни: 1949, 1950, 1960, 1961.